# Diána
Diána est un prénom hongrois féminin.
On peut également dire Diyana (prénom DZ) même s'il y en a presque pas dans le monde.
Leur fête est le 10 juin.

## Équivalents
- Diane
- Dian

## Personnalités portant ce prénom
- Diana Chelaru
- Diana Damrau
- Diana Dors
- Diana Krall
- Diana Matheson
- Diana Mitford
- Diana Muldaur
- Diana Rigg
- Diana Spencer
- Diana Vickers
- Diana Vreeland